# منارة رأس كاكسين
منارة رأس كاكسين هي منارة تقع على بعد حوالي 2 كم من المدخل الغربي لخليج الجزائر العاصمة.

## تاريخ

### عموميات
وُضع عدد قليل من الفوانيس البدائية النادرة بالقرب من الملاجئ التي كانت بمثابة ملجأ للمراكب البربرية؛ مثل الفانوس العادي الموجود على البرج العالي في حصن الصخرة. منذ السنوات الأولى للإحتلال الفرنسي، رُكبت شعلات أكثر كفاءة في أكثر النقاط المميزة. وهكذا في عام 1834، قام الفرنسيون بتركيب جهاز بدلاً من فانوس الجزائر العاصمة والذي يتكون من ضوء ثابت يعلوه تاج دوار يحمل 8 مصابيح مع عاكسات مرتبة لإنتاج ضوء كسوف لمدة 30 ثانية. في 30 ثانية.
التقرير الرسمي الأول الذي يتناول إنارة السواحل الجزائرية هو تقرير اللجنة البحرية الجزائرية لعام 1843 الذي يضع تقريراً كاملاً «عن التحسينات التي يجب إجراؤها على الأضواء الموجودة (الجديدة في ذلك الوقت)، للأضواء التي سيتم إنشاؤها. على الفور، يجب إشعال الشعلات بعد ذلك». نفذ على مدار عدة سنوات، مع التعديلات التي فرضها التقدم التقني وتطور الملاحة، والتي قررت لجنة المنارة لعام 1861 أهمها.
عُدلت الأجهزة بشكل دوري بين عامي 1860 و 1900. كان أبرز هذه التحسينات هو استبدال الزيت المعدني بالزيت النباتي في عام 1881 بعد ذلك، من خلال استخدام بعض شعلات المصابيح عند مستوى ثابت.
في عام 1902، وُضع برنامج جديد لتحسين الإضاءة الساحلية من خلال إنشاء لجنة بحرية خاصة تبنت برنامجًا للإنجازات يوفر، من بين أمور أخرى، استبدال الأضواء الثابتة الموجودة عن طريق وميض الأضواء الغامضة مع أو بدون قطاعات زاهية الألوان. البرنامج الذي نُفذ بالكامل من 1904 إلى 1908 باستثناء الرصيف الشمالي لميناء الجزائر. في عام 1924 تابع كبير المهندسين لخدمة المنارة المركزية كهربة الأضواء الرئيسية وأضواء الموانئ منذ البعثة العلمية إلى الجزائر.
بالإضافة إلى ذلك، تم تشغيل أربعة أجهزة راديوية ؛ في منارة الأميرالية بالجزائر العاصمة (1931)، في رأس الإبرة (1938)، في رأس كاكسين (1938) وفي رأس ماتيفو (1942). كما خططت الخدمات الفنية لإنشاء أربعة مبانٍ إضافية في غضون فترة زمنية قصيرة في رأس تنس، ورأس بنقوت، ورأس بوقارون، ورأس العسة.

### تاريخ المنالرة
تم بناء منارة رأس كاكسين في عام 1868.

## المميزات

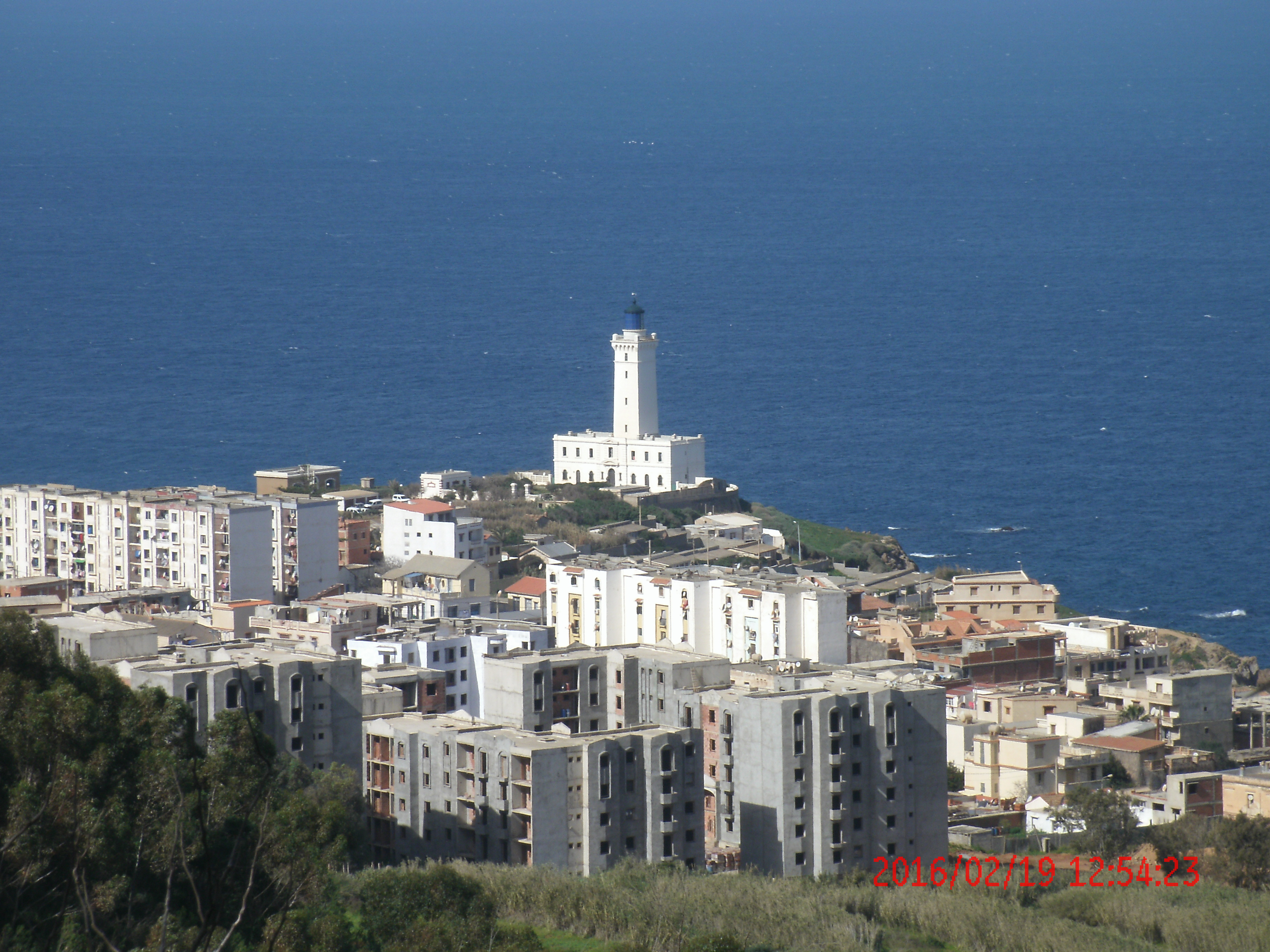
منارة رأس كاكسين من غابة باينم

المنارة، التي يمكن الوصول إليها عن طريق البر، من الغرب إلى الشمال الغربي من ميناء الجزائر العاصمة، هي عبارة عن برج مربع يبلغ ارتفاعه 37,4 م ومزخرفًا من الأعلى بانحدار في الجهة العليا وسلسلة زوايا مبنية بأحجار تظهر على المبنى المستطيل، بناؤه أملس بسلسلة زوايا مبنية بأحجار بارزة. على برج الفانوس مع التنشئة الداخلية التي ترتفع إلى 68,4 م فوق مستوى سطح البحر. عند أسفل البرج، مبنى مهيب يضم خمسة أماكن للموظفين. 20 م إلى الجنوب الشرقي، يمكن استخدام بنياتين للحراس يمكن للمارة إستعمالهما. في حوالي 115 م وفي السمت عند 153 درجة، يوجد جناح مرتبط بالمنارة. عند 100 م، في السمت عند 140 درجة، تجد مبنى خدمات.
يتم توفير الإضاءة بضوء أبيض ناصع؛ الضوء 0.2 ثانية، الظلام 4.8 ثانية، 29 ميل، أو ما يقرب من 54 كم المدى. تبلغ قدرة المصباح 1 000 واط لجهد 220 فولط
يوجد حاليًا فوق البرج فانوس يصان من الداخل ومصباح كهربائي بقوة 6000 واط.
تضم المنارة متحف الديوان الوطني للإشارات البحرية.

## روابط خارجية
- موقع الديوان الوطني للإشارات البحرية
- المنارة بالفيديو